# 神奈中ハイヤー
神奈中ハイヤー株式会社（かなちゅうハイヤー、英文社名：KANACHU HIRE Inc. ）は、かつて神奈川県厚木市に本社を置いていた日本のタクシー事業者。神奈中グループおよび小田急グループに属していた。2019年7月1日付で、親会社の株式会社神奈中タクシーホールディングス（現：神奈中タクシー）へ吸収合併され消滅した。

## 概要
神奈川県県央・湘南地区を中心に、横浜市や東京都町田市を営業エリアとしていた。保有台数は2019年時点で436両の車両であった。
小田急ポイントサービス加盟店。タクシー運賃のクレジットカードが利用できた。2005年8月4日からは日本国内初となるおサイフケータイでのタクシー決済サービスを開始した。
2003年4月より内外装にハローキティをあしらった「キティタクシー」を運行していたが、2008年1月末をもって終了した。
同じ神奈中グループのタクシー事業者である相模中央交通は、元々は全くの別会社である。県央地区で同じ小田急グループの小田急交通・相模中央交通と営業エリアが重なり競合関係にあったため、相模中央交通との経営統合を図ることとなり、中間持株会社として株式会社神奈中タクシーホールディングス（現：神奈中タクシー）が設立された。

## 沿革

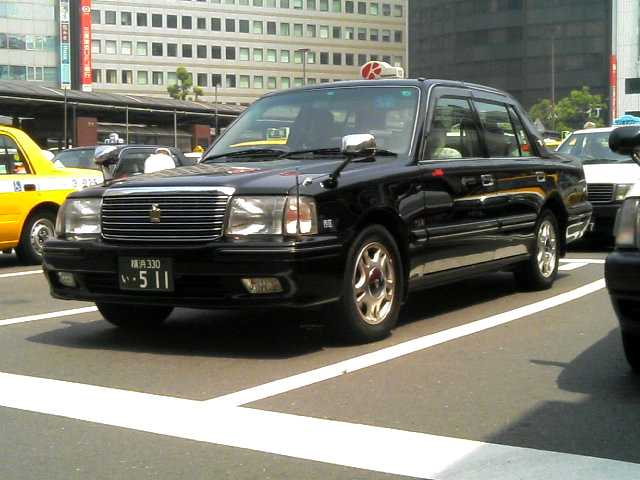
神奈中ハイヤー横浜のタクシー車両（トヨタ・クラウンセダン）
子会社の神奈中ハイヤー横浜は2019年、相模中央交通との経営統合直前に神奈中ハイヤーへ吸収合併され、同社横浜営業所となった。

- 1943年（昭和18年）- この頃より戦時下の交通統制に伴い、神奈川中央交通の前身各社は沿線のハイヤー・タクシー会社を悉く統合していた。また被合併バス事業者がハイヤー・タクシー事業を兼営している場合もあった。
- 1944年（昭和19年）9月 - 交通統制に伴い、神奈川県下のハイヤー・タクシー事業を地区毎の4社に集約することが決定。
  - 京浜地区：東横タクシー（現在の神奈川都市交通）
  - 三浦半島地区：横須賀タクシー（未統合に終わる）
  - 県央地区：神奈川中央乗合自動車（現在の神奈川中央交通）
  - 西湘地区：箱根登山鉄道（現在の小田急箱根。小田原報徳自動車との説あり。未統合）
- 1945年（昭和20年）11月 - 神奈川中央乗合自動車のハイヤー・タクシー事業を相模中央交通へ譲渡。
- 1950年（昭和25年）5月 - 相模中央交通が神奈中グループ入り。
- 1973年（昭和48年）4月 - 神奈中ハイヤーを設立し、ハイヤー・タクシー事業を再分社。
- 2009年（平成21年）9月1日 - 相模中央交通と神奈中ハイヤーの経営統合を目的に、中間持株会社として株式会社神奈中タクシーホールディングス（現：神奈中タクシー）を設立。相模中央交通と神奈中ハイヤーはその子会社となる。
- 2017年（平成29年）2月 - 相模中央交通とともに各営業エリアに1台、1997年頃まで使用していた車体デザインを再現したリバイバルタクシーを導入[5]。
- 2019年（平成31年/令和元年）
  - 3月 - 秦野営業所を伊勢原市上粕屋へ移転し、伊勢原営業所とする[6]。
  - 4月 - 子会社の二宮神奈中ハイヤーおよび神奈中ハイヤー横浜を合併[7][8]。二宮神奈中ハイヤーは二宮営業所、神奈中ハイヤー横浜は横浜営業所となる[9]。
  - 7月1日 - 顧客サービスの向上や乗務員の確保などを目的に、相模中央交通、伊勢原交通（相模中央交通の関連会社）とともに、親会社の神奈中タクシーホールディングスに吸収合併され消滅[1][3][4]。同日付で神奈中タクシーホールディングスは神奈中タクシーへ商号変更[3][4]。

## 事業所
これらの営業所は事業統合後、神奈中タクシーの営業所として引き継がれた。なお一部の営業所は統合後に廃止されている。

### 営業所
横浜営業所 - 旧：神奈中ハイヤー横浜株式会社
戸塚営業所
藤沢営業所
茅ヶ崎営業所 - 旧：神奈中サガミタクシー株式会社（茅ヶ崎市香川6丁目4−1）
平塚営業所
二宮営業所 - 旧：二宮神奈中ハイヤー株式会社
伊勢原営業所
厚木営業所
相模原営業所
町田営業所

## 関連会社
- 神奈中観光 - 貸切バス事業者「神奈川県観光」をグループ入りさせた上で、神奈中ハイヤーの貸切バス部門と合併させ発足。
- 神奈川中央交通
- 小田急電鉄 - 小田急グループ統括企業